# 银川号导弹驱逐舰
“银川”号导弹驱逐舰（舷号175）简称“银川”舰，是中国人民解放军海军第四艘052D型导弹驱逐舰，可单独或协同海军其他兵力攻击水面舰艇、潜艇，具有较强的区域防空和对海作战能力。银川舰由江南造船厂开工建造。

## 歷史
於2011年12月16日开工建造，2014年3月28日下水，2016年7月12日入列，现服役于南海舰队驱逐舰第九支队。银川舰舰名取自宁夏回族自治区首府银川市，其入列命名授旗仪式于2016年7月12日在海南省三亚市某军港举行。
2022年12月29日，根據法國國防部推文，銀川號在澳洲東方約1500公里的新喀里多尼亞專屬經濟海域附近航行。
2024年，據年度計劃暨中俄雙方共識，7月，中共和俄羅斯兩國海軍艦艇編隊在太平洋西部和北部相關海域開展第4次海上聯合巡航，並於同月14日進入南海某海域。聯合巡航編隊包括銀川號、導彈護衛艦衡水艦及俄方完美號護衛艦。16日海上聯合巡航圓滿結束。
2025年1月初，解放军海军9舰编队开赴南海海域进行演练，编队包括2艘055型106号“延安”舰、107号“遵义”舰，2艘052D型173号“长沙”舰、175号“银川”舰，2艘052C型170号“兰州”舰、171号“海口”舰及至少3艘054A型573号“柳州”舰、574号“三亚”舰、575号“岳阳”舰。
2025年4月初，南部战区海军组织多艘舰艇奔赴南海某海域，开展高强度、实战化全训考核，编队包括1艘055型（舷号、舰名未知），2艘052D型166号“渭南”舰、175号“银川”舰。